# ゴールドコースト・ユナイテッドFC
ゴールドコースト・ユナイテッドFC（英語: Gold Coast United FC）は、オーストラリアの北東部、クイーンズランド州の都市ゴールドコーストに本拠地を置くサッカークラブである。

## 概要
2007年、「ゴールドコースト・ギャラクシー・フットボールクラブ」として設立。2008年にクイーンズランド州の富豪で資源採掘会社を経営する実業家クライブ・パルマーがクラブの株式70％を取得し新オーナーに就任。
オーストラリアのプロサッカーリーグAリーグに加入を目指し、2008-09シーズンにノースクイーンズランド・フューリーFCと共にAリーグに参入予定であったが、リーグの整備・拡大の不足により、オーストラリアサッカー協会（FFA）が参加を遅らせる方針をとり、2009-10シーズンからの参入となった。
オーナーのパルマーによる数々の問題発言と、政治的スローガンを入れたユニフォームを選手に着させるなど、パルマーとFFAとの間で紛争が勃発。FFAはパルマーの言動を国際サッカー連盟（FIFA）が定める倫理協定に違反すると判断し、2012年2月29日、パルマーのオーナー権を剥奪する措置を発表。リーグ戦終了まではFFAが管理する特例クラブとして活動を続行した。
パルマーはこの措置を不服としクイーンズランド州高等裁判所へ提訴したが、裁判所はこの訴えを退けた。この結果、2011-2012シーズンを最後にクラブチームとしての活動を休止した。
2018シーズンからクイーンズランド州プレミアリーグに参戦することが、2017年8月3日に発表された。

## 過去の成績
| 年度    | レギュラーシーズン | ファイナルシリーズ |
| ------- | ------------------ | ------------------ |
| 2009-10 | 3位                | 初戦敗退           |
| 2010-11 | 4位                | 3位                |
| 2011-12 | 10位               | ─                  |

## 歴代所属選手
- シェーン・スメルツ 2009-2010
- ジェイソン・クリナ 2009-2011
- マイケル・スウェイト 2009-2012
- ゴルゴル・メブラートゥ 2009-2012